# Rémi Cavagna
Rémi Cavagna (Clermont-Ferrand, França; 10 de agosto de 1995) é um ciclista francês, membro da equipa Deceuninck-Quick Step.

## Palmarés
2016
- 1 etapa da Volta ao Alentejo
- 1 etapa do Circuito das Ardenas
- Tour de Berlim, mais 1 etapa
- 1 etapa da Paris-Arrás Tour
- 1 etapa da Carreira da Solidariedade e dos Campeões Olímpicos
- 3º no Campeonato Europeu Contrarrelógio sub-23

2018
- Através de Flandres Ocidental[1]

2019
- 1 etapa do Volta a Califórnia
- 1 etapa do Volta a Espanha

2020
- Ardèche Classic
- Campeonato da França Contrarrelógio
- 2º no Campeonato Europeu Contrarrelógio
- Prêmio da combatividade da Volta a Espanha

2021
- 1 etapa do Volta à Romandia
- Campeonato da França de Estrada
- 1 etapa do Volta à Polónia

## Resultados nas Grandes Voltas
| Carreira        | 2016 | 2017 | 2018 | 2019 | 2020 | 2021 |
| --------------- | ---- | ---- | ---- | ---- | ---- | ---- |
| Giro d'Italia   | -    | -    | 115º | -    | -    | 68°  |
| Tour de France  | -    | -    | -    | -    | 113° | -    |
| Volta a Espanha | -    | -    | -    | 52°  | 84°  | -    |

-: não participa 

Ab.: abandono 